# Navadni križevec
Navadni križevec (znanstveno ime Araneus diadematus) je ena najpogostejših in najbolj znanih vrst pajkov v Evropi in Sloveniji.

## Opis
Ime je vrsta dobila po značilnem vzorcu v obliki belega križa na hrbtni strani zadka. Vzorec se tvori v celicah, ki so napolnjene z gvaninom, stranskim produktom presnove beljakovin. Barva telesa navadnega križevca pa je zelo raznolika; od bledo rumene, živo oranžne, pa tudi nevpadljivo rjave ali skoraj črne. Odrasel navadni križevec je relativno velik pajek, saj samice dosežejo v dolžino od 6,5 do 20 mm, njihovo telo pa je v času, ko je polno zrelih jajčec skoraj okroglo. Samec je občutno manjši, njegovo telo je dolgo od 5,5 do 13 mm.
Ta vrsta lovi s pomočjo kolesaste mreže, ki jo odrasle samice razpnejo med dvema rastlinama. Odrasla samica splete okoli 30 cm široko mrežo, ki vsebuje kakšnih 40 lovilnih niti. Običajno na plen prežijo sredi mreže z glavo navzdol, ob hudi sončni pripeki pa se rada umakne v skrivališče na robu mreže, od koder preko signalne niti, ki jo drži s sprednjo nogo, spremlja dogajanje v mreži. Manjši plen pajek nemudoma ugrizne in mu vbrizka prebavne encime, večje žuželke pa najprej ovije z nitjo in jih šele nato ugrizne.
Samica spolno dozori v toplih poletnih ali jesenskih dneh. Takrat samci začnejo iskati godno samico. Ko samec najde primerno samico, na njeno mrežo pripne posebno nit, ki jo nato trese. Samica nagonsko sledi vibracijam ter se na ta način približa samcu. Ta počaka na primeren trenutek in poskusi samico oploditi. Pri tem je izbira časa izjemno pomembna. Samica je namreč na parjenje pripravljena le nekaj dni po tem, ko spolno dozori, kasneje pa samca, na katerega naleti, ubije in požre.

## Razširjenost
Navadni križevec je holarktična vrsta, ki je razširjena po skoraj celi Evropi in Severni Ameriki, kjer se njegov habitat razprostira od južne Kanade do Mehike in od Britanske Kolumbije do Nove Fundlandije.